# Official Tournament and Club Word List
L'Official Tournament and Club World List chiamato anche NASPA Word List in sigla OTCWL, OWL, TWL è un'autorità ufficiale per i tornei di Scrabble svolto negli Stati Uniti e in Canada sotto l'egida dei NASPA Games. Si basa sull'Official Scrabble Players Dictionary (in sigla OSPD) con modifiche per renderlo più adatto ai tornei. La sua controparte britannica e internazionale inglese è Collins Scrabble Words.

## Edizione
Il torneo nordamericano di Scrabble attualmente utilizza la quinta edizione di NWL (NASPA Word List), ufficialmente chiamata NWL2020. Il NASPA Games Dictionary, ha creato questa versione a metà del 2020 ed è entrata in vigore il 6 gennaio 2021 è la seconda versione pubblicata autonomamente dalla NASPA piuttosto che da Merriam-Webster sotto i suoi diritti d'autore.
NWL2020 contiene tutte le parole della sesta edizione del dizionario ufficiale dei giocatori di Scrabble, nonché parole considerate inadatte per quel libro come le parole offensive e marchi. Contiene anche parole di nove o più lettere, a differenza dell'OSPD. Differisce dal suo predecessore, NWL2018, solo per la rimozione di 259 parole ritenute insulti offensivi applicabili personalmente, accelerata dalle modifiche alle regole proposte dal detentore nordamericano dei marchi Scrabble, Hasbro, Inc., sulla scia delle proteste contro il razzismo.

## In passato
La decisione di abbellire la terza edizione dell'OSPD rimuovendo un gran numero di parole potenzialmente offensive ha reso necessario un elenco di parole separato e integrale per l'uso nei tornei. La prima edizione di OWL è stata creata dal NSA Dictionary Committee, presieduto da John Chew, ed è entrata in vigore il 2 marzo 1998. 
Per evitare polemiche, era disponibile per la vendita solo ai membri della NSA (National Scrabble Association) e, a differenza dell'OSPD, non includeva definizioni. Per fornire un valore aggiunto ai giocatori del torneo, l'OWL include anche parole la cui base o forme flesse hanno fino a nove lettere, invece delle otto dell'OSPD.
OSPD3 è stato creato da OSPD2 aggiungendo tutte le parole appropriate che erano state aggiunte nel frattempo al Merriam-Webster's Collegiate Dictionary (MWCD), OWL è stato quindi formato ripristinando le parole forse offensive rimosse da OSPD3 e aggiungendo parole di nove lettere.
L'aggiornamento del 2014 OTCWL2014 ha aggiunto diverse migliaia di parole da due nuove fonti, tipo l'Oxford Collegiate Dictionary Second Edition e il Canadian Oxford Dictionary Second Edition.
Invece l'OTCWL2016, un aggiornamento minore nel 2016, ha aggiunto oltre 1.000 parole di nove lettere.
L'aggiornamento del 2018 ha aggiunto oltre 3.000 parole, incluse aggiunte a OSPD6 e MWCD e parole di dieci lettere da COD2. È stato prodotto dalla NASPA in collaborazione con Merriam-Webster e per la prima volta sotto i propri diritti d'autore.

## Termini d'autorità
A differenza del dizionario ufficiale dei giocatori di Scrabble, NWL è un elenco e non include definizioni. Contiene parole non incluse in OSPD perché considerate offensive, e una serie di altre parole aggiuntive per lo più marchi registrati. Le versioni stampate di NWL possono essere acquistate dal sito web della NASPA solo dai membri della NASPA.